# Łukasz Żarnowiec
Łukasz Jan Żarnowiec – polski prawnik, radca prawny, doktor habilitowany nauk społecznych w dyscyplinie nauki prawne, profesor uczelni na Uniwersytecie Kardynała Stefana Wyszyńskiego w Warszawie, specjalista w zakresie prawa międzynarodowego prywatnego.

## Życiorys
Ukończył studia prawnicze na Wydziale Prawa i Administracji Uniwersytetu Śląskiego. Tam też na podstawie napisanej pod kierunkiem Maksymiliana Pazdana rozprawy pt. Problematyka ważności umów podlegających konwencji wiedeńskiej z 11.IV.1980 r. o umowach międzynarodowej sprzedaży towarów otrzymał w 2007 stopień naukowy doktora nauk prawnych w zakresie prawa. W 2019 na podstawie dorobku naukowego oraz rozprawy pt. Wpływ statutu rzeczowego na rozstrzyganie spraw spadkowych – na styku statutów uzyskał na Wydziale Prawa i Administracji Uniwersytetu Kardynała Stefana Wyszyńskiego w Warszawie stopień doktora habilitowanego nauk społecznych w dyscyplinie nauki prawne.
Został adiunktem, a następnie profesorem uczelni Uniwersytetu Kardynała Stefana Wyszyńskiego w Warszawie na Wydziale Prawa i Administracji w Katedrze Prawa Cywilnego i Prawa Prywatnego Międzynarodowego.
Odbył aplikację radcowską i został radcą prawnym w Warszawie.